# Сенсибілізація (фармакологія)
Сенсибілізація або зворотна толерантність — це фармакологічне явище, що описує підвищену реакцію суб'єктів (позитивну чи негативну) на препарат після його повторного застосування. Не всі препарати підлягають зворотній толерантності.
Це протилежність толерантності до препарату, коли ефект або реакція суб'єкта зменшується після його повторного вживання. Ці два поняття не є несумісними, і толерантність іноді може призвести до зворотної толерантності. Наприклад, люди, які сильно п'ють, спочатку розвивають толерантність до алкоголю, тому їм потрібно випивати більшу кількість алкоголю, щоб досягти подібного ефекту, але оскільки надмірне вживання алкоголю може спричинити пошкодження печінки, це може поставити цю групу під загрозу інтоксикації при вживанні навіть дуже невеликих кількостей алкоголю. Сенсибілізація, форма зворотної толерантності, швидко розвивається до позитивних, ейфоричних ефектів алкоголю, але не до фізичних ефектів, таких як седація та пригнічення дихання, які зменшуються при тривалому вживанні. Однак ця сенсибілізація не виникає при введенні бензодіазепінів або нейроактивних стероїдів, які лише послаблюють ефект при повторному застосуванні.
Зворотна толерантність також може виникнути у споживачів стимуляторів, таких як кокаїн або амфетаміни. Попередньої рекреаційної дози може стати достатньо, щоб викликати психоз у звичайних споживачів, або у тих, хто раніше мав психотичний епізод, можуть мати більшу ймовірність отримати такий ефект у майбутньому та при менших дозах, коли вживання наркотиків продовжиться.
У деяких випадках сенсибілізація до наркотиків також може стосуватися медичних заходів (наприклад, відпустка від наркотиків), спрямованих на зменшення нечутливості, спричиненої толерантністю до наркотиків.